# District de Rohtak
Le district de Rohtak (hindi : रोहतक जिला)  est un district  de l'état de l'Haryana  en Inde.

## Description
Au recensement de 2011, sa population compte 1 061 204 habitants pour une superficie de 1 745 km2.
Son chef-lieu est la ville de Rohtak. 